# Drynaria propinqua
Drynaria propinqua är en stensöteväxtart som först beskrevs av Nathaniel Wallich och Georg Heinrich Mettenius, och fick sitt nu gällande namn av J. Sm. apud Bedd. Drynaria propinqua ingår i släktet Drynaria och familjen Polypodiaceae. Inga underarter finns listade.